# 天栄村
天栄村（てんえいむら）は、福島県中通りに位置し、岩瀬郡に属する村。村名は1955年の合併の際、村の中央にそびえる天栄山から採られた。

## 地理
村域は分水嶺(中央分水界)である奥羽山脈を挟んで阿武隈川水系釈迦堂川流域の太平洋側と阿賀野川水系鶴沼川流域の日本海側にまたがり東西の距離は約36kmにおよび、古くから会津と中通りを結ぶ重要な交通の要衝であった。また、農業用水の不足しがちな阿武隈川流域の白河地域に農業用水を供給する阿賀野川水系の羽鳥ダムはアースダムとして全国屈指の規模を誇り、なだらかなダム湖周辺はゴルフ場、キャンプ場、スキー場、英語に身近に触れられるブリティッシュヒルズなどのリゾート施設のほかに、村内には古くからの温泉も数多く点在している。
- 山:二岐山、会津布引山、白河布引山
- 河川:釈迦堂川、鶴沼川
- 湖沼:羽鳥湖、龍生ダム

### 隣接する自治体
- 郡山市
- 会津若松市
- 南会津郡下郷町
- 須賀川市
- 岩瀬郡鏡石町
- 西白河郡矢吹町
- 白河市
- 西白河郡西郷村

### 大字
- 飯豊、大里、小川、沖内、柿之内、上松本、下松本、白子、高林、田良尾、羽鳥、牧之内、湯本

## 気候
ケッペンの気候区分では西岸海洋性気候に属する。
| 湯本（1991年 - 2020年）の気候      | 湯本（1991年 - 2020年）の気候 | 湯本（1991年 - 2020年）の気候 | 湯本（1991年 - 2020年）の気候 | 湯本（1991年 - 2020年）の気候 | 湯本（1991年 - 2020年）の気候 | 湯本（1991年 - 2020年）の気候 | 湯本（1991年 - 2020年）の気候 | 湯本（1991年 - 2020年）の気候 | 湯本（1991年 - 2020年）の気候 | 湯本（1991年 - 2020年）の気候 | 湯本（1991年 - 2020年）の気候 | 湯本（1991年 - 2020年）の気候 | 湯本（1991年 - 2020年）の気候 |
| 月                                 | 1月                           | 2月                           | 3月                           | 4月                           | 5月                           | 6月                           | 7月                           | 8月                           | 9月                           | 10月                          | 11月                          | 12月                          | 年                            |
| ---------------------------------- | ----------------------------- | ----------------------------- | ----------------------------- | ----------------------------- | ----------------------------- | ----------------------------- | ----------------------------- | ----------------------------- | ----------------------------- | ----------------------------- | ----------------------------- | ----------------------------- | ----------------------------- |
| 最高気温記録 °C （°F）             | 12.3 (54.1)                   | 14.7 (58.5)                   | 20.3 (68.5)                   | 28.0 (82.4)                   | 30.6 (87.1)                   | 31.4 (88.5)                   | 33.4 (92.1)                   | 34.4 (93.9)                   | 31.4 (88.5)                   | 26.3 (79.3)                   | 22.9 (73.2)                   | 18.6 (65.5)                   | 34.4 (93.9)                   |
| 平均最高気温 °C （°F）             | 1.4 (34.5)                    | 2.4 (36.3)                    | 6.4 (43.5)                    | 13.7 (56.7)                   | 19.2 (66.6)                   | 21.9 (71.4)                   | 25.4 (77.7)                   | 26.5 (79.7)                   | 22.1 (71.8)                   | 16.5 (61.7)                   | 10.9 (51.6)                   | 4.6 (40.3)                    | 14.3 (57.7)                   |
| 日平均気温 °C （°F）               | −2.4 (27.7)                   | −2.0 (28.4)                   | 1.2 (34.2)                    | 7.2 (45)                      | 12.7 (54.9)                   | 16.6 (61.9)                   | 20.5 (68.9)                   | 21.3 (70.3)                   | 17.2 (63)                     | 11.2 (52.2)                   | 5.2 (41.4)                    | 0.2 (32.4)                    | 9.1 (48.4)                    |
| 平均最低気温 °C （°F）             | −6.6 (20.1)                   | −6.6 (20.1)                   | −3.4 (25.9)                   | 1.1 (34)                      | 6.3 (43.3)                    | 11.9 (53.4)                   | 16.7 (62.1)                   | 17.4 (63.3)                   | 13.3 (55.9)                   | 6.6 (43.9)                    | 0.2 (32.4)                    | −3.8 (25.2)                   | 4.4 (39.9)                    |
| 最低気温記録 °C （°F）             | −18.7 (−1.7)                  | −18.3 (−0.9)                  | −17.0 (1.4)                   | −7.8 (18)                     | −2.8 (27)                     | 0.4 (32.7)                    | 6.2 (43.2)                    | 8.4 (47.1)                    | −0.3 (31.5)                   | −4.7 (23.5)                   | −9.2 (15.4)                   | −15.9 (3.4)                   | −18.7 (−1.7)                  |
| 降水量 mm （inch）                 | 96.0 (3.78)                   | 62.2 (2.449)                  | 99.3 (3.909)                  | 106.1 (4.177)                 | 121.8 (4.795)                 | 162.2 (6.386)                 | 218.4 (8.598)                 | 193.6 (7.622)                 | 224.8 (8.85)                  | 171.5 (6.752)                 | 81.5 (3.209)                  | 94.6 (3.724)                  | 1,634.5 (64.35)               |
| 降雪量 cm （inch）                 | 195 (76.8)                    | 159 (62.6)                    | 128 (50.4)                    | 15 (5.9)                      | 0 (0)                         | 0 (0)                         | 0 (0)                         | 0 (0)                         | 0 (0)                         | 0 (0)                         | 10 (3.9)                      | 118 (46.5)                    | 610 (240.2)                   |
| 平均降水日数 （≥1.0 mm）           | 16.1                          | 12.9                          | 13.3                          | 11.0                          | 11.3                          | 13.7                          | 15.6                          | 13.8                          | 13.1                          | 11.2                          | 11.4                          | 14.8                          | 158.6                         |
| 平均月間日照時間                   | 78.9                          | 104.2                         | 153.5                         | 180.7                         | 194.2                         | 143.8                         | 140.4                         | 166.8                         | 125.7                         | 126.6                         | 107.8                         | 84.1                          | 1,606.5                       |
| 出典1：Japan Meteorological Agency |                               |                               |                               |                               |                               |                               |                               |                               |                               |                               |                               |                               |                               |
| 出典2：気象庁                      |                               |                               |                               |                               |                               |                               |                               |                               |                               |                               |                               |                               |                               |

## 歴史

### 年表
- 1955年（昭和30年）3月31日 - 牧本村・湯本村・大里村と広戸村の一部（飯豊・白子・小川と柿之内・高林の各一部）が合併して天栄村が発足。
- 1971年（昭和46年）10月1日 - 須賀川市、西白河郡矢吹町との境界の一部を変更。
- 1975年（昭和50年）4月1日 - 国道294号の益子町 - 会津若松市間が制定。
- 1993年（平成5年）4月1日 - 国道118号の須賀川市 - 会津若松市間が制定。

### 行政区域変遷
- 変遷の年表

| 天栄村村域の変遷（年表） | 天栄村村域の変遷（年表） | 天栄村村域の変遷（年表） |
| 年                       | 月日                     | 現天栄村村域に関連する行政区域変遷 |
| ------------------------ | ------------------------ | --- |
| 1889年（明治22年）       | 4月1日                   | 町村制施行により、以下の村が発足。 - 牧本村 ← 牧之内村・下松本村・上松本村 - 湯本村 ← 羽鳥村・田良尾村・湯本村 - 大屋村 ← 下小屋村・隈戸村・大里村 - 広戸村 ← 柿之内村・高林村・飯豊村・白子村・小川村 |

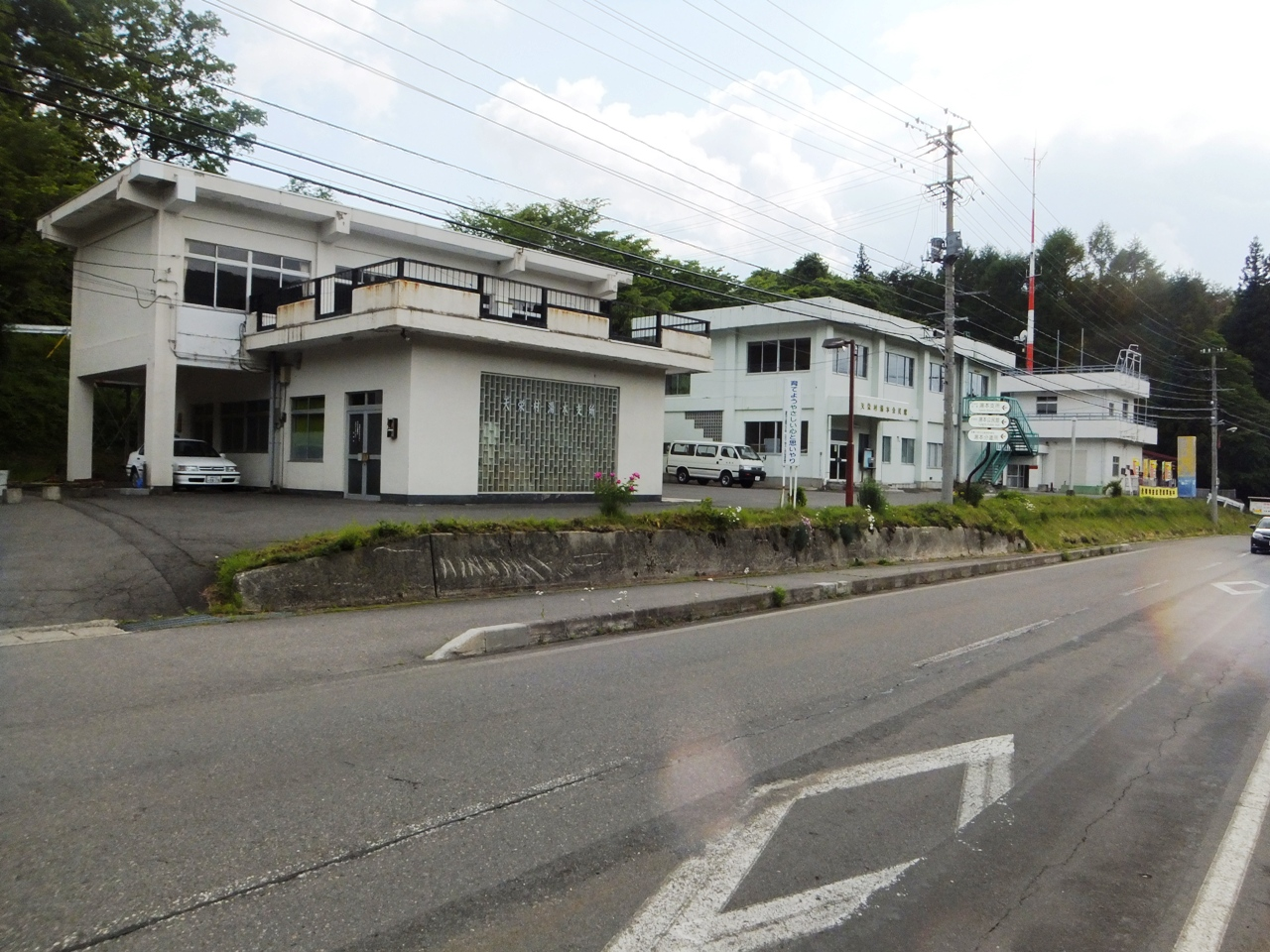
湯本支所
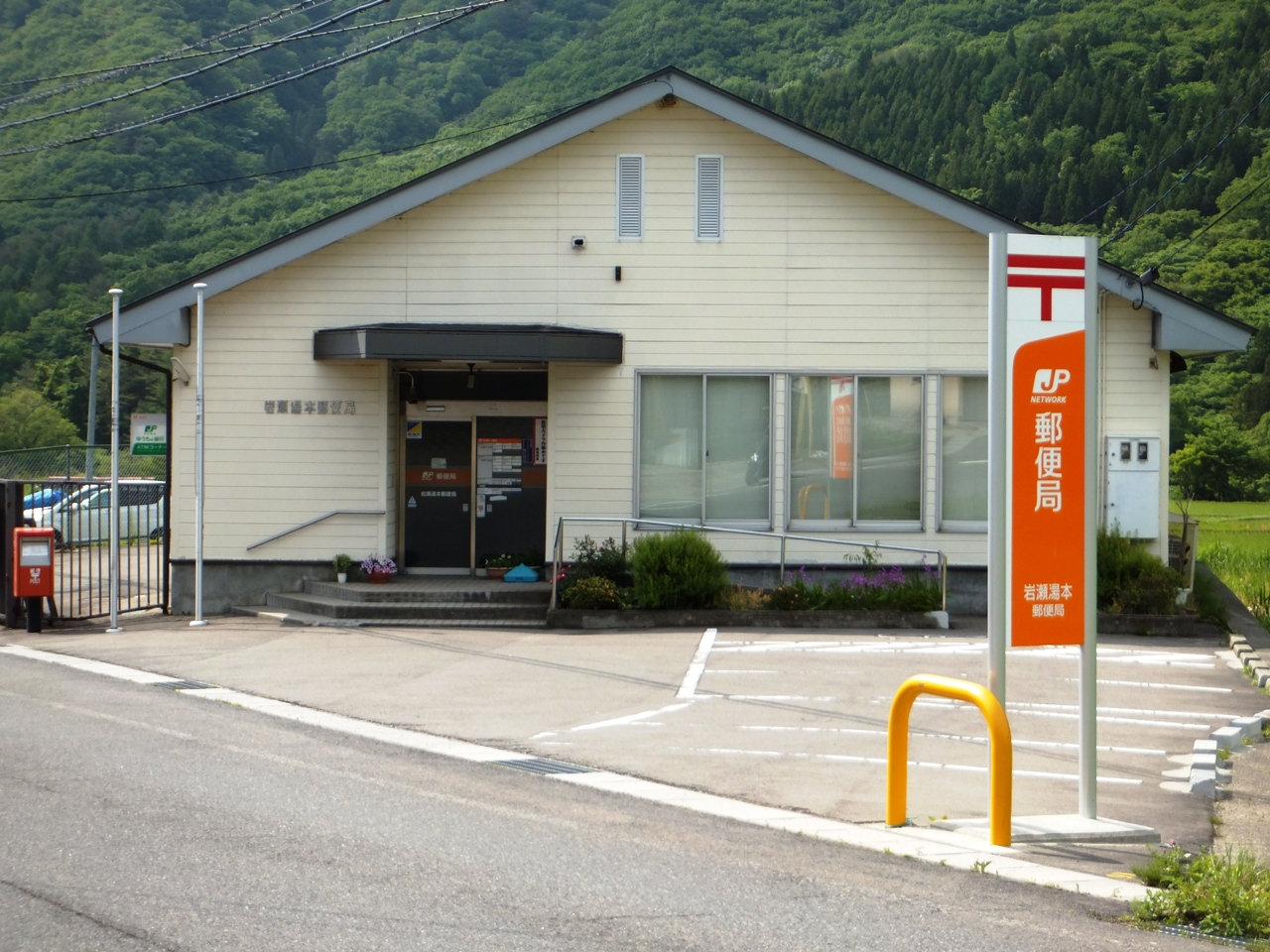
岩瀬湯本郵便局

| 1949年（昭和24年）       | 4月1日                   | 大屋村の一部（大里）が分立し大里村が発足。 |
| 1955年（昭和30年）       | 3月31日                  | 牧本村・湯本村・大里村と広戸村の一部（飯豊・白子・小川と柿之内・高林の各一部）が合併し天栄村が発足。                                                                                                   |

- 変遷表

| 天栄村村域の変遷表 | 天栄村村域の変遷表 | 天栄村村域の変遷表  | 天栄村村域の変遷表 | 天栄村村域の変遷表        | 天栄村村域の変遷表     | 天栄村村域の変遷表 | 天栄村村域の変遷表 |
| 1868年 以前        | 1868年 以前        | 明治元年 - 明治22年 | 明治22年 4月1日    | 明治22年 - 昭和64年       | 明治22年 - 昭和64年    | 平成元年 - 現在    | 現在               |
| ------------------ | ------------------ | ------------------- | ------------------ | ------------------------- | ---------------------- | ------------------ | ------------------ |
|                    | 牧之内村           | 牧之内村            | 牧本村             | 牧本村                    | 昭和30年3月31日 天栄村 | 天栄村             | 天栄村             |
|                    | 下松本村           |                     | 牧本村             | 牧本村                    | 昭和30年3月31日 天栄村 | 天栄村             | 天栄村             |
|                    | 上松本村           |                     | 牧本村             | 牧本村                    | 昭和30年3月31日 天栄村 | 天栄村             | 天栄村             |
|                    | 羽鳥村             | 羽鳥村              | 湯本村             | 湯本村                    | 昭和30年3月31日 天栄村 | 天栄村             | 天栄村             |
|                    | 田良尾村           |                     | 湯本村             | 湯本村                    | 昭和30年3月31日 天栄村 | 天栄村             | 天栄村             |
|                    | 湯本村             |                     | 湯本村             | 湯本村                    | 昭和30年3月31日 天栄村 | 天栄村             | 天栄村             |
|                    | 下大里村           | 明治9年 大里村      | 大屋村 の一部      | 昭和24年4月1日 大里村分立 | 昭和30年3月31日 天栄村 | 天栄村             | 天栄村             |
|                    | 上大里村           | 明治9年 大里村      | 大屋村 の一部      | 昭和24年4月1日 大里村分立 | 昭和30年3月31日 天栄村 | 天栄村             | 天栄村             |
|                    | 安養寺新田村       | 明治9年 大里村      | 大屋村 の一部      | 昭和24年4月1日 大里村分立 | 昭和30年3月31日 天栄村 | 天栄村             | 天栄村             |
|                    | 柿之内村の一部     | 柿之内村の一部      | 広戸村             | 広戸村'                   | 昭和30年3月31日 天栄村 | 天栄村             | 天栄村             |
|                    | 高林村の一部       |                     | 広戸村             | 広戸村'                   | 昭和30年3月31日 天栄村 | 天栄村             | 天栄村             |
|                    | 飯豊村             |                     | 広戸村             | 広戸村'                   | 昭和30年3月31日 天栄村 | 天栄村             | 天栄村             |
|                    | 白子村             |                     | 広戸村             | 広戸村'                   | 昭和30年3月31日 天栄村 | 天栄村             | 天栄村             |
|                    | 小川村             |                     | 広戸村             | 広戸村'                   | 昭和30年3月31日 天栄村 | 天栄村             | 天栄村             |

- 湯本支所
- 岩瀬湯本郵便局

## 人口
| 天栄村（に相当する地域）の人口の推移 \| 1970年（昭和45年） \| 7,324人 \| \| \| 1975年（昭和50年） \| 6,836人 \| \| \| 1980年（昭和55年） \| 6,820人 \| \| \| 1985年（昭和60年） \| 6,878人 \| \| \| 1990年（平成2年） \| 6,964人 \| \| \| 1995年（平成7年） \| 7,153人 \| \| \| 2000年（平成12年） \| 6,889人 \| \| \| 2005年（平成17年） \| 6,486人 \| \| \| 2010年（平成22年） \| 6,291人 \| \| \| 2015年（平成27年） \| 5,611人 \| \| \| 2020年（令和2年） \| 5,194人 \| \| |         |  |
| 総務省統計局 国勢調査より |         |  |
| 1970年（昭和45年） | 7,324人 |  |
| 1975年（昭和50年） | 6,836人 |  |
| 1980年（昭和55年） | 6,820人 |  |
| 1985年（昭和60年） | 6,878人 |  |
| 1990年（平成2年） | 6,964人 |  |
| 1995年（平成7年） | 7,153人 |  |
| 2000年（平成12年） | 6,889人 |  |
| 2005年（平成17年） | 6,486人 |  |
| 2010年（平成22年） | 6,291人 |  |
| 2015年（平成27年） | 5,611人 |  |
| 2020年（令和2年） | 5,194人 |  |

## 行政
- 村長：添田勝幸（2011年 - 現在4期目）

## 立法

### 村議会
- 定数：10名
- 任期：2012年（平成24年）3月 - 2016年（平成28年）3月
- 議長：小山克彦（無会派、3期）
- 副議長：後藤修（無会派、3期）

| 会派名     | 議席数 | 議員名                                                                               |
| ---------- | ------ | ------------------------------------------------------------------------------------ |
| 日本共産党 | 1      | 大浦トキ子                                                                           |
| 無会派     | 9      | 大須賀渓仁、服部晃、廣瀬和吉、揚妻一男、渡部勉、熊田喜八、須藤政孝、後藤修、小山克彦 |

※2014年6月1日現在。

### 福島県議会（須賀川市・岩瀬郡選挙区）
- 定数：3名
- 任期：2011年（平成23年）11月20日 - 2015年（平成27年）11月19日

| 氏名     | 会派名                     | 当選回数 |
| -------- | -------------------------- | -------- |
| 宗方保   | 民主・県民連合議員会       | 4        |
| 斎藤健治 | 自由民主党福島県議会議員会 | 1        |
| 川田昌成 | ふくしま未来ネットワーク   | 6        |

※2014年3月24日現在。

## 経済

### 産業
天栄村は、ヤーコンが特産で、東京等でPR活動を実施したりしている。また、揚げ饅頭や酒饅頭も有名で、須賀川市のショッピングモール等で買うことができる。
米は米・食味分析鑑定コンクール：国際大会で日本で唯一9年連続、金賞受賞を誇るブランド米である。

## 教育
小学校
- 天栄村立広戸小学校（大字飯豊字新山28）
- 天栄村立大里小学校（大字大里字畑田25）
- 天栄村立牧本小学校（大字牧之内字文舎35）
- 天栄村立湯本小学校（大字田良尾字野仲）

中学校
- 天栄村立天栄中学校（大字白子字西原5）
- 天栄村立湯本中学校（大字田良尾字五倫林山10）(2023年閉校[6])

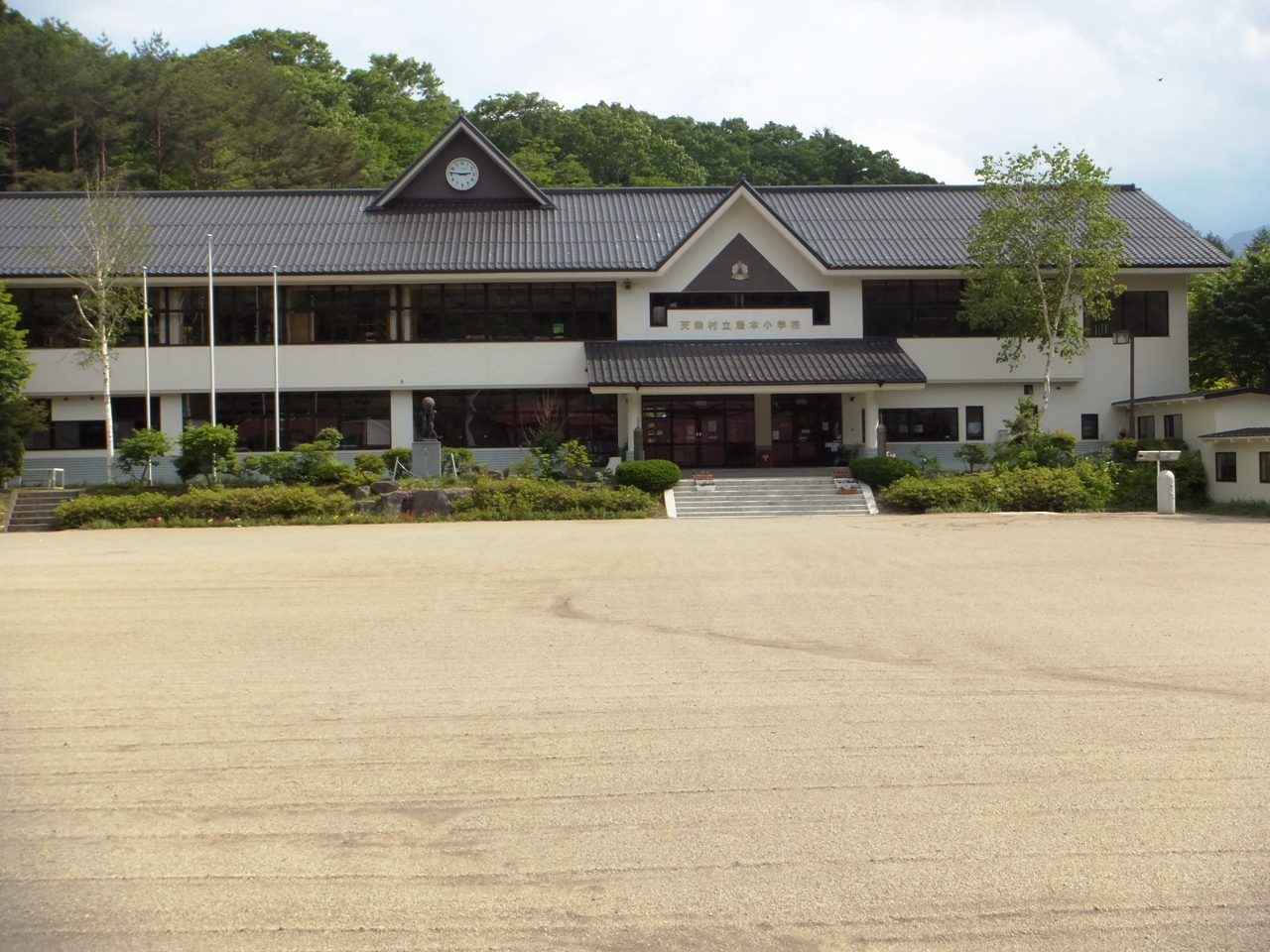
湯本小学校
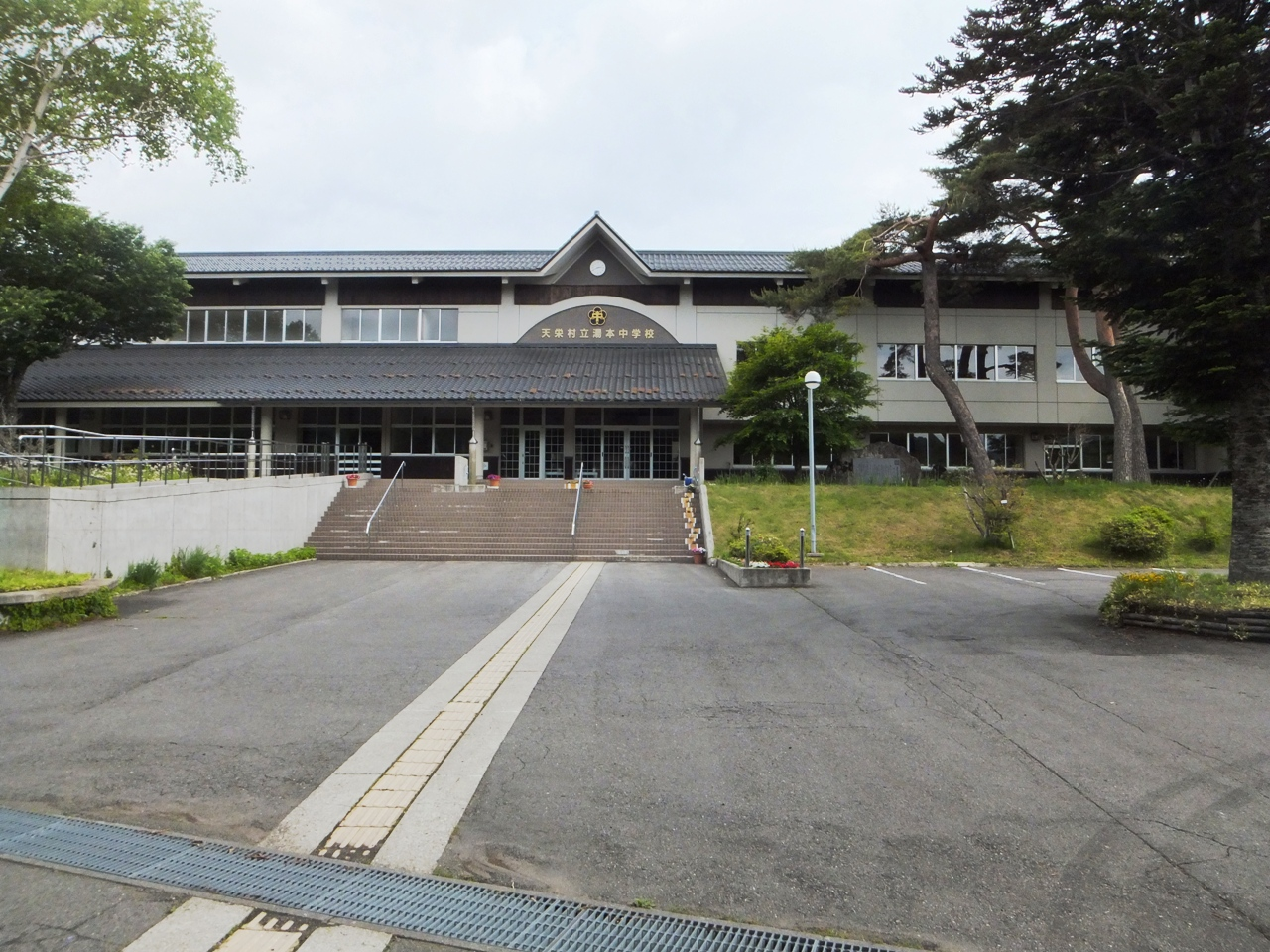
湯本中学校

## 交通

### 鉄道
村内に鉄道の駅はないが東北新幹線が村東部を通過する。村役場から最寄りの駅はJR東日本東北本線鏡石駅（鏡石町）ないしは矢吹駅（矢吹町）である（ともに約10km程度の距離）。村への路線バスが発着するのは須賀川駅または鏡石駅。

### 路線バス
- 福島交通 - 須賀川駅と天栄村を結ぶ以下の路線を運行している。いずれも須賀川市中心部および鏡石町を経由するほか、須賀川市旧長沼町域発着の路線もある。すべて須賀川営業所の担当。
  - 須賀川駅前 - 須賀川市中央体育館前 - 鏡石駅前 - 沖内 - 天栄村役場 - 牧本小学校 - 上滝田 - 竜生 - 天栄湯 - 羽鳥 - 湯本 - 二岐
  - 須賀川駅前 - 須賀川市中央体育館前 - 鏡石駅前 - 沖内 - 天栄村役場 - 上滝田 - 長沼車庫
  - 須賀川駅前 - 須賀川市中央体育館前 - 鏡石駅前 - 古戸 - 天栄村役場 - 丸山 - 大里小学校 - 小川 - 南沢
  - 須賀川駅前 - 須賀川市中央体育館前 - 鏡石駅前 - 小川 - 大里小学校 - 丸山

### 高速道路
東北自動車道鏡石スマートIC、矢吹ICが最寄となっておりともに車で15分程度の距離である。

### 道路
- 一般国道
  - 国道118号 - 同村湯本地区と下郷町枝松の間は鶴沼川狭窄部となっており道路建設が困難であった。それまでは左岸蝉山の麓の蝉峠を通過する山道が街道であった。同区間の右岸川沿いに道路を建設して自動車で通行可能になったのは1953年（昭和28年）のことである。その後1987年（昭和62年）に蝉トンネルが開通し、当国道の終点を須賀川市から会津若松市へ変更したことに伴い1992年（平成4年）県道から国道に昇格した。
  - 国道294号
- 主要地方道
  - 福島県道37号白河羽鳥線
  - 福島県道55号郡山矢吹線
  - 福島県道58号矢吹天栄線
- 一般県道
  - 福島県道235号羽鳥福良線
  - 福島県道282号十日市矢吹線
  - 福島県道289号下松本鏡石停車場線
  - 福島県道292号牧ノ内長沼線

### 道の駅
- 季の里天栄 - 国道294号
- 羽鳥湖高原 - 福島県道37号白河羽鳥線

## 名所・旧跡・観光スポット・祭事・催事
- ブリティッシュヒルズ
- エンゼルフォレスト那須白河（スパリゾート・テニスコート・キャンプ場・コテージ）
- 羽鳥湖湖畔オートキャンプ場
- 羽鳥湖（ワカサギ釣り）
- 二岐山
- YOSAKOIソーランジュニア東日本大会
- ノーザンファーム天栄（旧：天栄ホースパーク）
- 龍ヶ塚古墳

### 温泉
- 二岐温泉（ふたまたおんせん）
- 湯本温泉（ゆもとおんせん） - 昭和40年代につげ義春が訪れ、これまでに来た最高の場所だと絶賛。
- 天栄温泉（てんえいおんせん）
- 羽鳥湖温泉（はとりこおんせん）
- 明治湯温泉 (めいじゆおんせん)

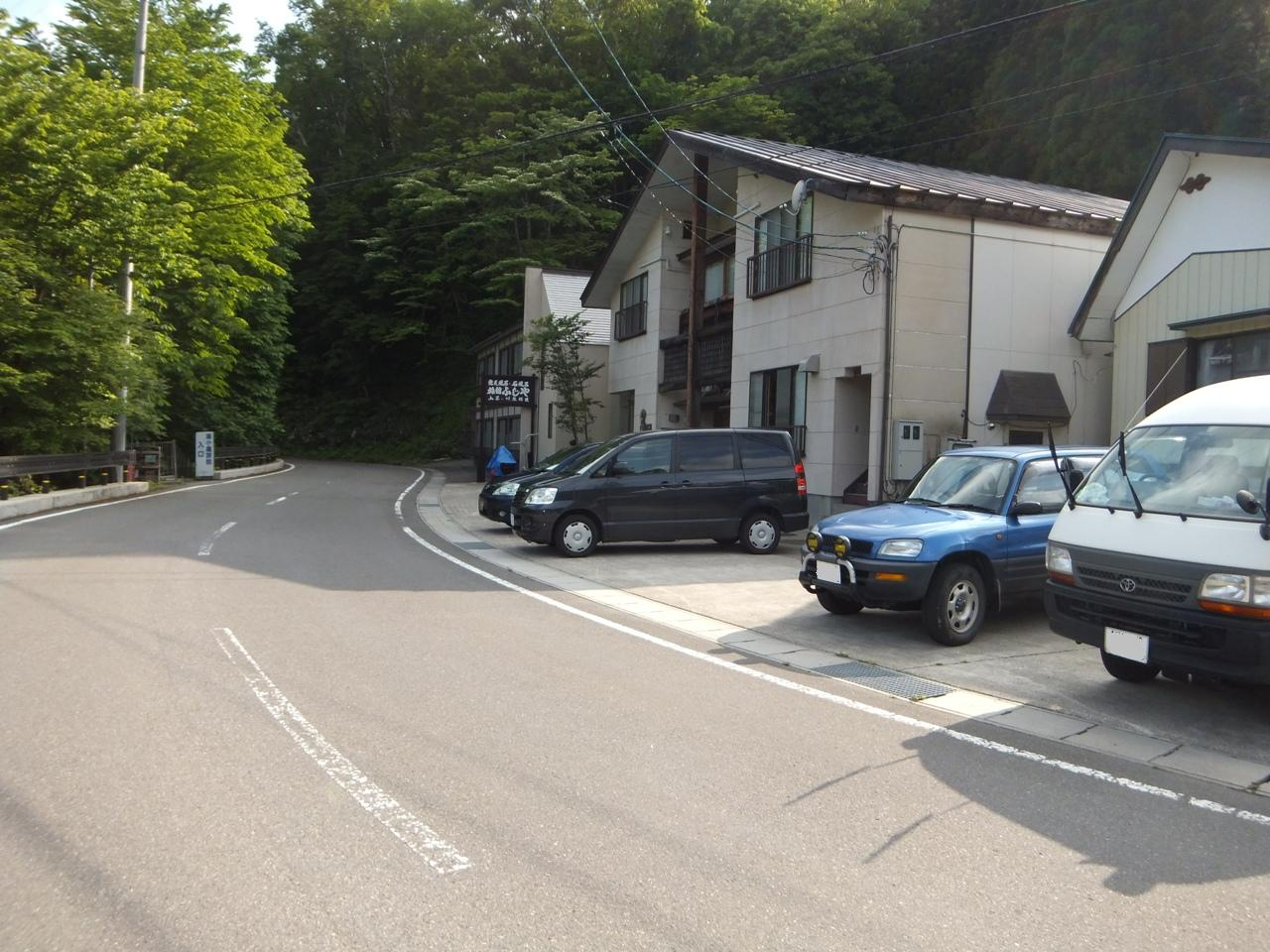
二岐温泉郷
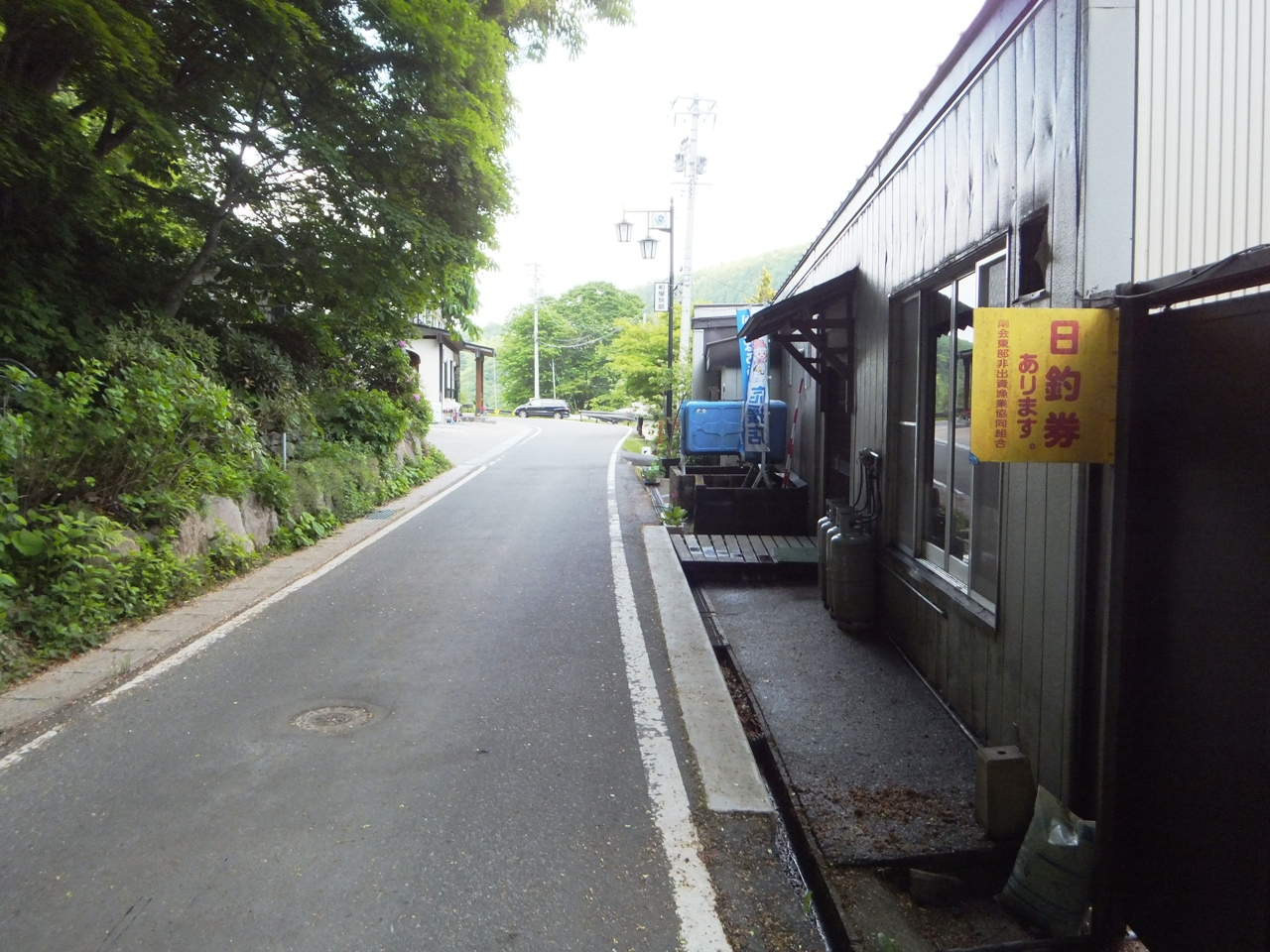
二岐温泉郷
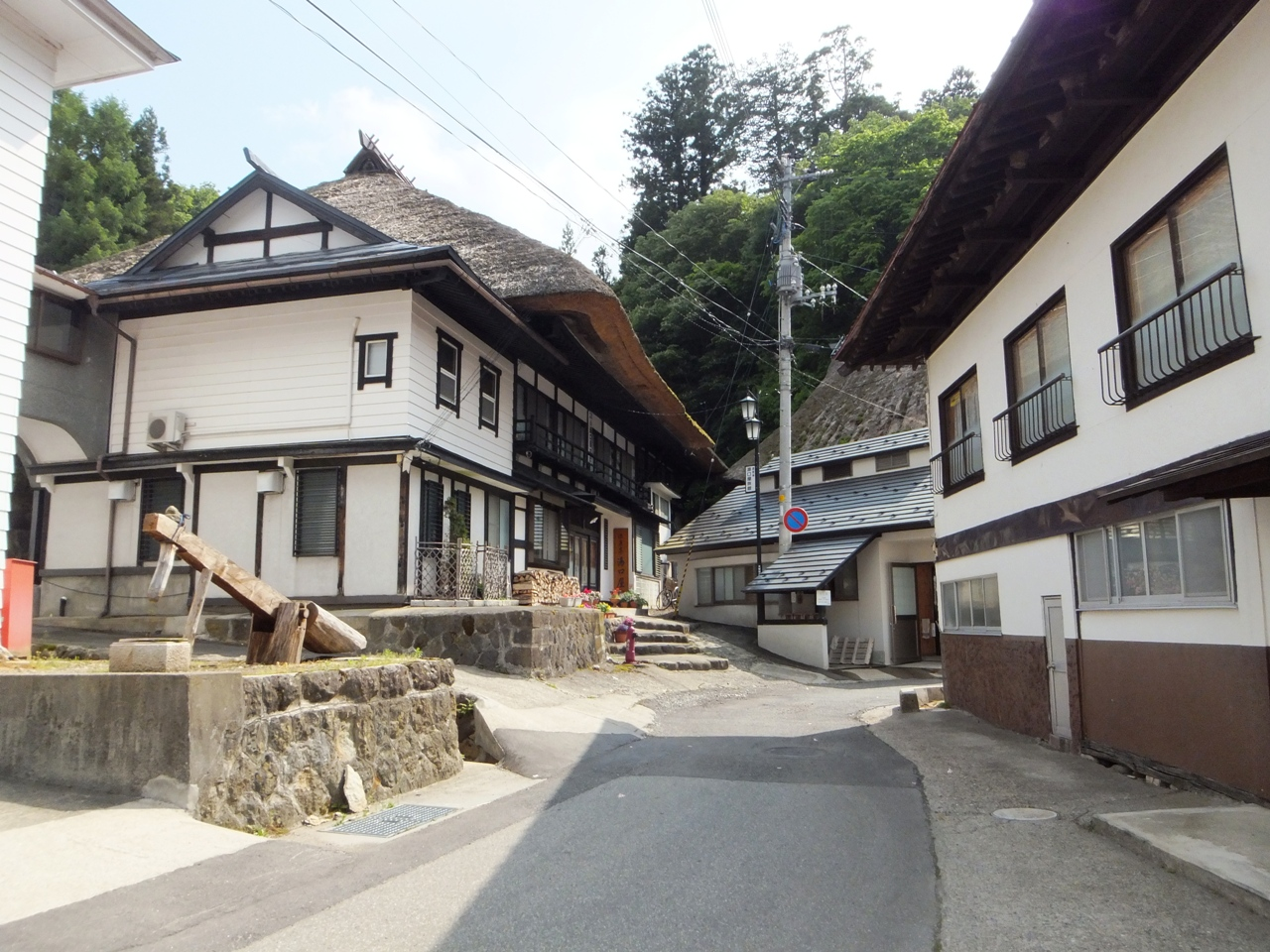
岩瀬湯本温泉街

### スキー場
- グランディ羽鳥湖スキーリゾート

### ゴルフ場
- 太平洋クラブ&アソシエイツ白河リゾート
- 白河メドウゴルフ倶楽部

## 天栄村出身の有名人
- 和田聰宏 - 俳優
- 幡谷明里 - アナウンサー

## この村を舞台とした作品
- 二岐渓谷 - つげ義春が実在する湯小屋温泉をモデルに創作した漫画作品。昭和40年代の二岐温泉の佇まいがリアルに描かれている。

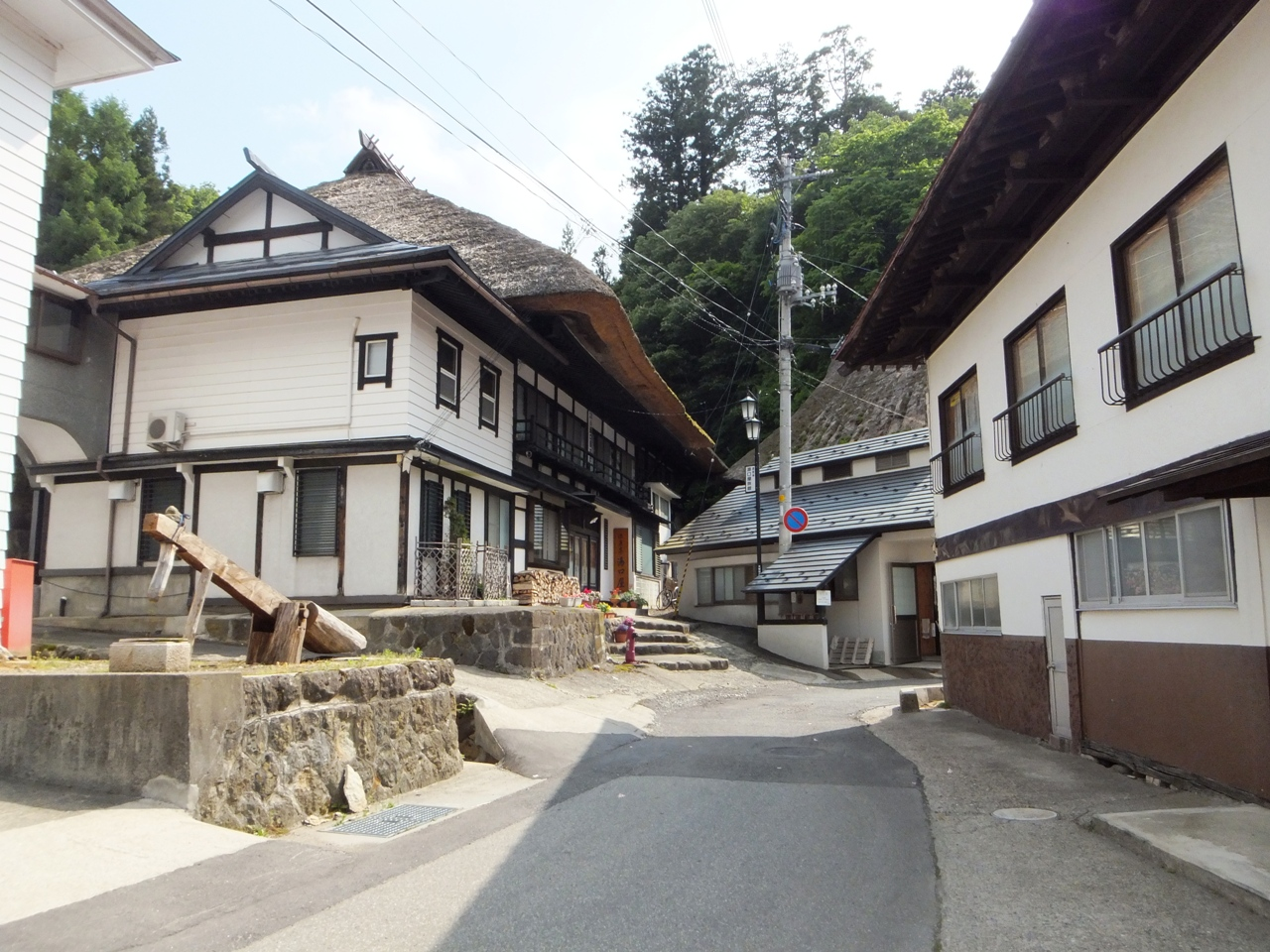
つげ義春が昭和40年代に訪れ、「来てよかった。いままでで最高の所だ。」（『颯爽旅日記』）と絶賛した岩瀬湯本温泉街。当時は茅葺の民家や旅館が多く残されていた。

- ダンタリアンの書架 - アニメ

### つげ義春資料館
2018年より、NPO法人「湯田組」が村の指定管理者となり、つげの資料館整備を始めた。湯本地区には2014年に福島県建築文化賞で特別部門賞を受賞している築140年の村農村交流施設（別称「智恵子邸」）があり、これを活用するもので、館内に新たにつげ義春展示コーナーを設けてつげ義春全集や当時の掲載誌などの資料を展示し、つげ作品の魅力を発信する拠点にするほか、ファン同士の交流の場にしたい意向で、同年6月開館を目指す。和室の一部は無料休憩所「えんがわカフェ」として開放する予定。
つげは昭和40年代に同村内の二岐温泉や岩瀬湯本温泉に足しげく通い、実在する湯小屋旅館をモデルにした漫画『二岐渓谷』や豪壮な茅葺屋根が建ち並ぶ当時の岩瀬湯元温泉の町並みなどをイラストに残している。なお、湯小屋旅館に関しては老朽化で取り壊す話が持ち上がったが、現行の姿のままに残してほしいとのつげファンの根強い声を受け、古い建物を直しながら別箇所に新しい旅館を建てることが検討されるなど、つげ義春ゆかりの地であることを利用した地域おこしが進んでいる。

## 東日本大震災の影響
2011年に発生した東日本大震災（東北地方太平洋沖地震）で村内の多数の家屋が損壊するなど大きな被害が発生した。また、同時に発生した東京電力福島第一原子力発電所事故に伴う放射性物質流出が、天栄村にも影響している。農作物の売上げ不振や価格の下落、更には観光業（温泉・リゾート施設）への影響など社会的問題が発生している。2012年5月現在、村内の空間線量は文科省の放射線モニタリング情報でリアルタイムに確認することが可能である。